# Palais Kosyam

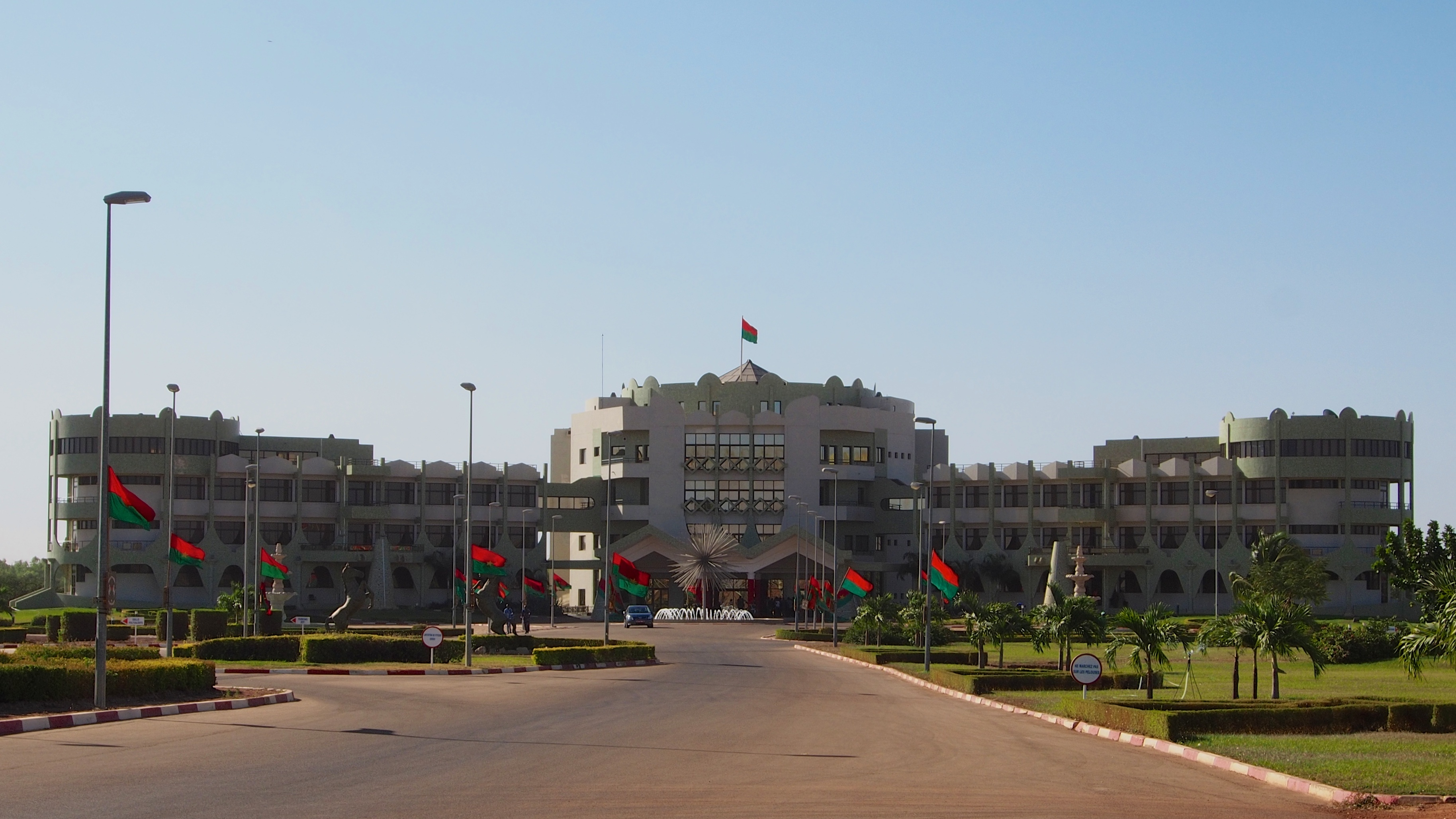
Palais Kosyam

Der Palais Kosyam ist der Sitz des Präsidenten von Burkina Faso. Er liegt in Ouaga 2000, einem um die Jahrtausendwende neu erbauten Stadtviertel der Hauptstadt Ouagadougou.